# Quatro Rios do Paraíso

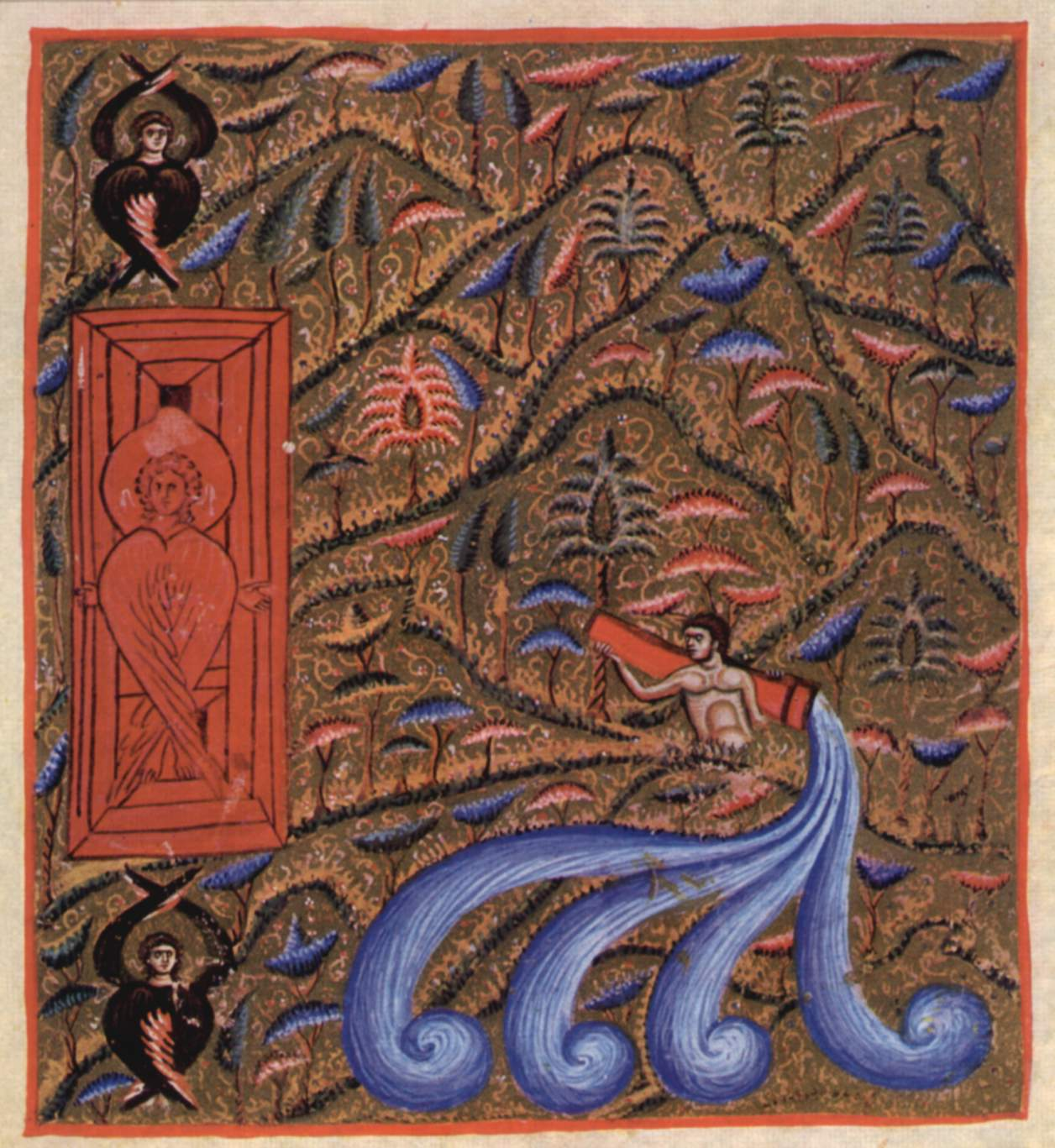
Quatro rios do Paraíso, século XII

Os chamados Quatro Rios do Paraíso, seriam quatro braços de rios duma fonte que nascia no Éden segundo a Bíblia. Eram o Tigre, o Eufrates, o Gehon e o Phison.